# Helford

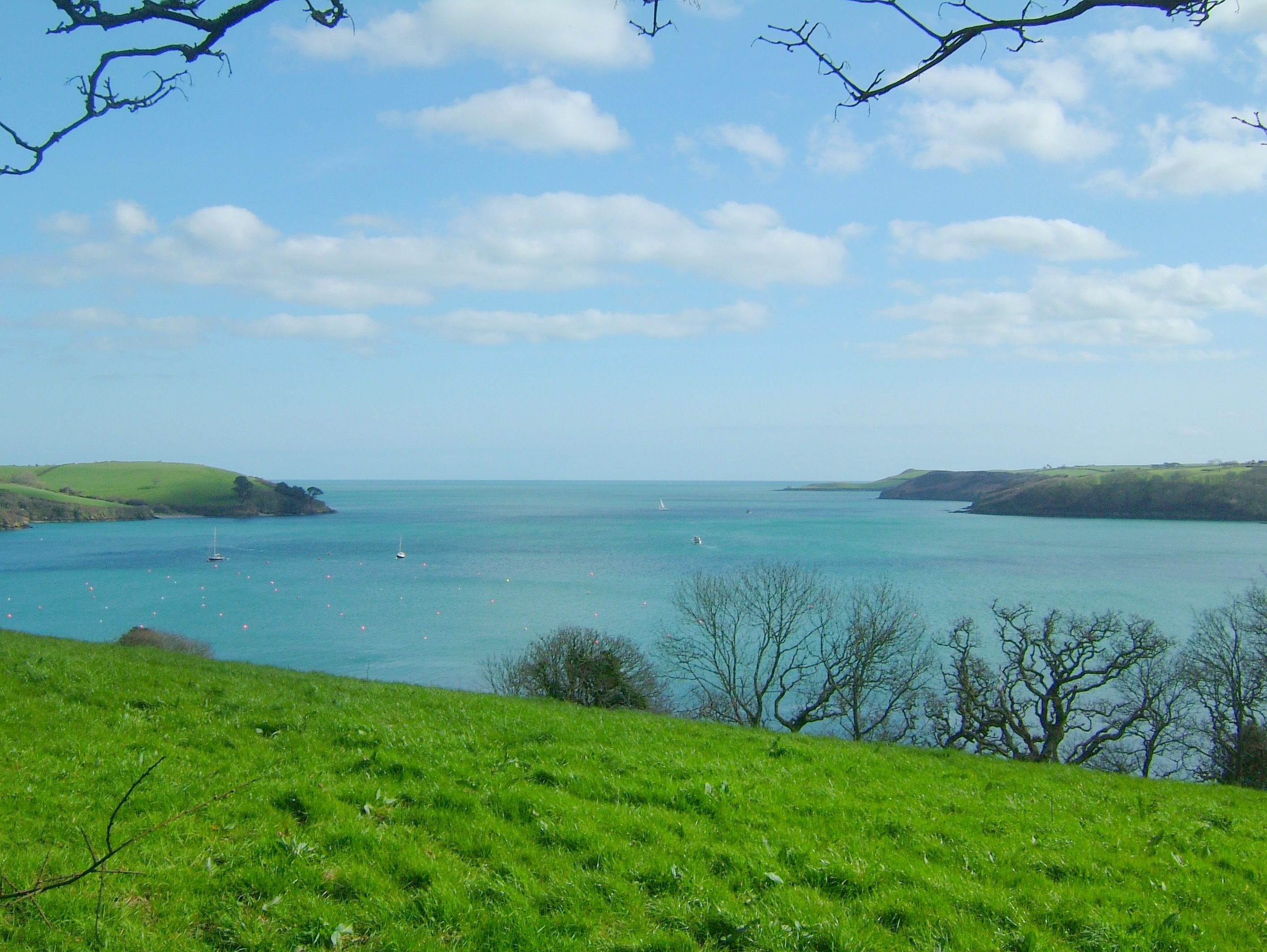
Helford w ogrodach Trebah

Helford (korn. Dowr Mahonyer) – rzeka w Anglii, w Kornwalii. Nie jest to rzeka sensu stricto, lecz szereg niewielkich potoków i zatok będących elementem wybrzeża riasowego. Istnieje siedem głównych ramion Helford: Ponsontuel Creek, Mawgan Creek, Polpenwith Creek, Polwheveral Creek, Frenchman's Creek, Port Navas Creek i Gillan Creek. Długość brzegów wynosi ok. 50 km.

## Historia
W czasach nowożytnych nad rzeką Helford istniał port handlowy, zajmujący się wyładowywaniem towarów przywiezionych z Francji, głównie rumu i tytoniu, jak również sznurów. Brzegi rzeki odegrały istotną rolę w przygotowaniu do operacji desantu w Normandii; na terenie Glendurgan Garden ukryty był skład amunicji.

## Fauna i flora
Helford przepływa przez ogrody Glendurgan Garden i Trebah, stanowiąc ich istotną część. Estuarium jest ostoją ptaków: biegusa zmiennego, ostrygojadów, krwawodzioba i kamuszników. Nad rzeką działa ośrodek opieki nad fokami National Seal Sanctuary, jedna z trzech tego typu instytucji w Wielkiej Brytanii, zajmująca się leczeniem i rehabilitacją zranionych fok.